# 岐阜県道153号羽島茶屋新田線
岐阜県道153号羽島茶屋新田線（ぎふけんどう153ごう はしまちゃやしんでんせん）は、岐阜県羽島市と岐阜県岐阜市を結ぶ一般県道である。

## 概要
この路線の一部は産業拠点である岐阜流通センターや岐阜市南西部、瑞穂市、大垣市墨俣町などから、東海道新幹線岐阜羽島駅、名神高速道路岐阜羽島インターチェンジへのアクセス道路となっており、整備が進んでいる。
岐阜県羽島市舟橋町宮北の舟橋町宮北交差点（岐阜県道1号岐阜南濃線、岐阜県道46号岐阜羽島インター線交点）が起点。起点よりしばらく岐阜県道1号岐阜南濃線や岐阜県道151号岐阜羽島線などと重複しながら北に向かう。車道2車線両側歩道付の整備された道を北進する。羽島市小熊町西小熊の境川左岸堤防を左折する。ここからは離合もやっとの1車線の狭い道となる。500mほど進み、2車線の道路（旧岐阜県道153号羽島茶屋新田線）とぶつかり、右折して境川（長良川支流）を渡る。岐阜市に入って大江川（長良川支流）を渡り、まもなく長良川の左岸堤防に出る。300mほど進んだ岐阜市茶屋新田の長良大橋東交差点（岐阜県道31号岐阜垂井線など交点）が終点。

### 路線データ
- 起点：岐阜県羽島市舟橋町宮北（岐阜県道1号岐阜南濃線、岐阜県道46号岐阜羽島インター線交点）
- 終点：岐阜県岐阜市茶屋新田 長良大橋東交差点（岐阜県道31号岐阜垂井線、岐阜県道154号笠松墨俣線、岐阜県道173号文殊茶屋新田線交点）
- 延長：約5km

## 重複区間
- 岐阜県道1号岐阜南濃線（羽島市 舟橋町宮北交差点 - 福寿町浅平3交差点）
- 岐阜県道151号岐阜羽島線（羽島市 舟橋町宮北交差点 - 竹鼻町大西交差点）
- 岐阜県道157号鶉羽島線（羽島市 舟橋町宮北交差点 - 小熊町西小熊）

## 地理
途中境川（木曽川水系長良川支流）を渡る。終点付近は長良川に沿って進む。

### 通過する自治体
- 岐阜県
  - 羽島市
  - 岐阜市

### 主な接続道路
- 岐阜県道1号岐阜南濃線（羽島市 舟橋町宮北交差点、福寿町浅平3交差点）
- 岐阜県道46号岐阜羽島インター線（羽島市 舟橋町宮北交差点）
- 岐阜県道18号大垣一宮線（羽島市 福寿町浅平3交差点）
- 岐阜県道151号岐阜羽島線（羽島市 竹鼻町大西交差点）
- 岐阜県道157号鶉羽島線（羽島市小熊町西小熊）
- 岐阜県道165号小熊正木線（羽島市小熊町西小熊）
- 岐阜県道194号茶屋新田堀津線（岐阜市茶屋新田）
- 岐阜県道173号文殊茶屋新田線（岐阜市 長良大橋東交差点）
- 岐阜県道31号岐阜垂井線（岐阜県道154号笠松墨俣線重複：岐阜市 長良大橋東交差点）

### 周辺
- 岐阜羽島駅（JR東海道新幹線）
- 新羽島駅（名鉄羽島線）
- 羽島市民会館
- 岐阜県立羽島高等学校
- 羽島市消防本部
- 羽島市立図書館
- 羽島市文化センター
- 羽島市立小熊小学校
- 岐阜県自動車会館
- 中部運輸局岐阜運輸支局
- 長良大橋

## 別名
- 小熊グリーンロード（羽島市）